# Aranymellű bülbül
Az aranymellű bülbül (Pycnonotus melanicterus) a madarak osztályának verébalakúak (Passeriformes) rendjébe és a bülbülfélék (Pycnonotidae) családjába tartozó faj.

## Előfordulása
Banglades, Bhután, Kambodzsa, Kína, India, Indonézia, Laosz, Malajzia, Mianmar, Nepál, Szingapúr, Srí Lanka, Thaiföld és Vietnám területén honos.

## Alfajai
- Pycnonotus melanicterus auratus (Deignan, 1948) – északkelet-Thaiföld, közép-Laosz;
- Pycnonotus melanicterus caecilii (Deignan, 1948) – dél-Mianmar, délkelet- és délnyugat-Thaiföld, a félszigeti Malajzia északi része;
- Pycnonotus melanicterus dispar (Horsfield, 1821) – Szumátra, Jáva, Bali (egyes rendszerezők szerint külön faj, Pycnonotus dispar);
- Pycnonotus melanicterus elbeli (Deignan, 1954) – Thaiföld öbölrészének szigetei;
- Pycnonotus melanicterus flaviventris (Tickell, 1833) – észak-, északkelet- és kelet-India, Nepál, kelet-Banglades, észak-, közép- és nyugat-Mianmar, dél-Kína;
- Pycnonotus melanicterus gularis (Gould, 1836) – délnyugat-India (egyes rendszerezők szerint külön faj, Pycnonotus gularis);
- Pycnonotus melanicterus johnsoni (Gyldenstolpe, 1913) – közép-, északkelet- és dél-Indokína;
- Pycnonotus melanicterus melanicterus (J. F. Gmelin, 1789) – Srí Lanka (egyes rendszerezők szerint külön faj, Pycnonotus melanicterus, a többi a Pycnonotus flaviventris alfaja);
- Pycnonotus melanicterus montis (Sharpe, 1879) – Borneó (egyes rendszerezők szerint külön faj, Pycnonotus montis);
- Pycnonotus melanicterus negatus (Deignan, 1954) – dél-Mianmar, délnyugat-Thaiföld;
- Pycnonotus melanicterus vantynei (Deignan, 1948) – dél-Mianmar, északkelet- és északnyugat-Thaiföld, dél-Kína, észak-Indokína;
- Pycnonotus melanicterus xanthops (Deignan, 1948) – délkelet-Mianmar, nyugat-Thaiföld.

## Megjelenése
Testhossza 19 centiméter.